# لاوری لویک
لاوری لویک (استونیایی: Lauri Luik؛ زادهٔ ۲۳ آوریل ۱۹۸۲)  سیاستمدار و نماینده سابق مجلس اهل استونی است.